# Timișoara Challenger 2007
Il Timișoara Challenger 2007 è stato un torneo di tennis facente parte della categoria ATP Challenger Series nell'ambito dell'ATP Challenger Series 2007. Il torneo si è giocato a Timișoara in Romania dal 30 luglio al 5 agosto 2007 su campi in terra rossa.

## Vincitori

### Singolare
Victor Hănescu ha battuto in finale  Santiago Ventura con il punteggio di 7–6(2), 6–3

### Doppio
Marcel Granollers /  Santiago Ventura hanno battuto in finale  Lazar Magdinchev /  Predrag Rusevski con il punteggio di 6–1, 6–4